# Propstei Wieting

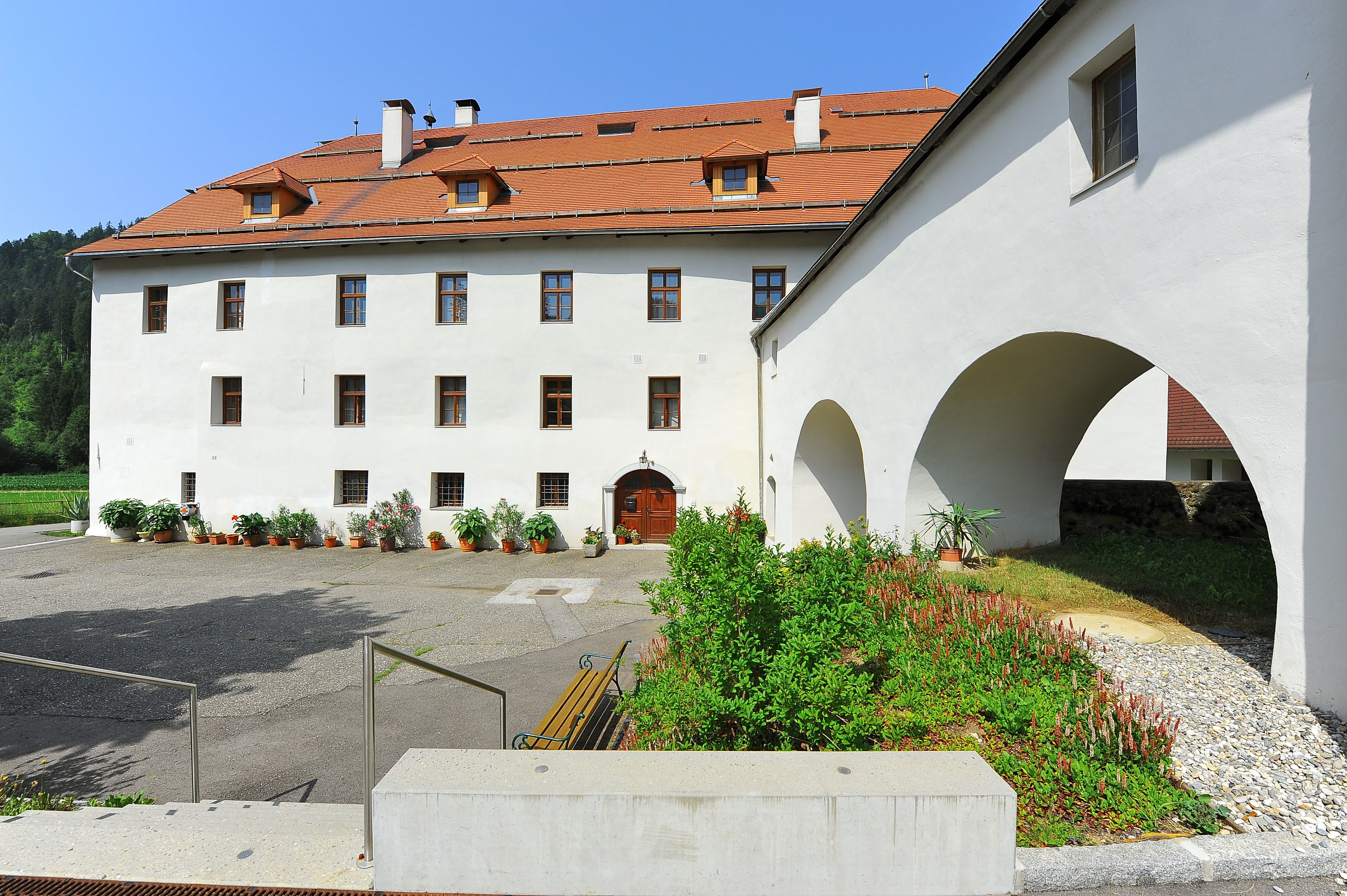
Propstei in Wieting

Die Propstei Wieting, im Kärntner Görtschitztal gelegen, ist seit dem 12. Jahrhundert Grundbesitz der Erzabtei St. Peter in Salzburg. Vor 1848 war Wieting eine Grundherrschaft mit etwa 1300 Untertanen. Der Besitz war eine bedeutende Säule im Vermögen des Salzburger Klosters.

## Gründung bis 1500
Die Gegend geht auf eine Siedlung der Römerzeit zurück. Der Ortsname wird zu Beginn des 12. Jahrhunderts erstmals urkundlich genannt; unter den Zeugen ist ein Gotfried von Wieting.
Er war Ministeriale des Erzbischofs von Salzburg und verfügte über Besitzungen in Muckernau bei Leibnitz in der Südsteiermark und im Görtschitztal. Seinen Besitz vermachte er den Stiften Admont in der Steiermark und St. Peter in Salzburg. Im Jahr 1147 verfügte er testamentarisch, dass sein gesamter Besitz (samt Untertanen) fortan dem Kloster St. Peter in Salzburg gehöre. Auf dem Hauptgut Wieting wollte er mit der Schenkung ein zukünftiges Kloster finanzieren. Die Stiftungsmasse reichte dafür nicht aus, aber der Abt von St. Peter ließ in Wieting eine Kapelle bauen und sorgte dafür, dass ein (Mönchs)Priester dort wirkte. Bis zu fünf Mönche aus dem Salzburger Stift wurden nach Wieting entsandt; der Vorsteher hatte den Rang eines Propstes. Die früheste belegte Datierung ist die Nennung des Margarethenaltars am Ende des 12. Jahrhunderts. Die Propstei war anfangs keine Pfarre, sondern in die Mutterpfarren Guttaring und Klein St. Paul eingegliedert. 1250 wurde Wieting Pfarre. Der Wallfahrtsort Maria Moos am Kirchberg entstand in diesem Zusammenhang und gehört noch heute zu St. Peter.
Propst Dietmar Pruchler (1283) ist der erste namentlich bekannte Propst. Bis zur Rückversetzung aller in Wieting wirkender Mönche nach St. Peter im Jahr 1432 im Zuge der Melker Klosterreform wurde die Propstei fast durchwegs von Mönchen aus St. Peter verwaltet. Die Verwaltung wurde an Weltpriester abgegeben. Der Besitz wurde durch mehrfache Ankäufe stetig vermehrt.
Die Propstei wurde verpachtet, aber in dieser Epoche wechselten Pächter und Mönche rasch ab. Von 1475 ab hatte der Weltpriester Hans Prandt die Leitung der Propstei über 30 Jahre inne. Er baute 1477 gemeinsam mit den Untertanen Propsteihof und Kirche zur Fluchtstätte gegen die Türkengefahr aus. Auch von Ungarn kam zu dieser Zeit Bedrohung. Wieting wurde während des gesamten 16. Jahrhunderts nicht von Mönchen verwaltet. Das Stift St. Peter hatte nicht genug Mönche dafür. Weltpriester mit dem Titel Vicarius oder Propst wurden dort eingesetzt.

### Bauernaufstände
Unruhen mit Untertanen traten seit dem Mittelalter auf; Herzog Leopold von Osterreich trat auf Bitten des Abtes als Vogt ein und veranlasste 1378 eine Eintreibung der Abgaben. Der Abt verpachtete Wieting 1380 an den Bischof von Gurk, aber auch er trat frühzeitig (1389) vom Pachtvertrag zurück.
Ein Aufstand von Wietinger Untertanen während des sogenannten Interregnums war ein Versuch, gemeinsam mit einigen Adeligen, sich der Salzburger Obrigkeit zu widersetzen. Die Bauern verweigerten die Abgabe der herkömmlichen Leistungen, was zu den allerersten bekannten Bauernaufständen im Südostalpenraum zählt. Die 1277 gebaute Peterskapelle entstand als Leutkirche, vielleicht als Zugeständnis an die Bauern; 1820 wurde sie abgetragen.
Der große Bauernaufstand des Jahres 1515 umfasste auch Wietinger Untertanen, ob sie dazu genötigt wurden oder freiwillig mitmachten, ist nicht belegbar. Der große Salzburger Bauernkrieg 1525/26 berührte Wieting allerdings nicht.

## Aufschwung nach der Reformation
Seit 1528 nahmen die Propste von Wieting an den Kärntner Landtagen teil. Die Landstandschaft war eventuell eine Anerkennung der hohen Türkensteuer. Die Propstei musste 1531 als Kriegskontribution die gewaltige Summe von 1100 Gulden aufbringen. Die verliehene Landstandschaft wäre aber auch als Stärkung des katholischen Elements gegen das Luthertum zu erklären.
Seit dem Jahr 1625 entsandte St. Peter wieder Mönche nach Wieting, um die Propstei zu leiten. Die wirtschaftliche Situation verschlechterte sich Mitte des 17. Jahrhunderts. Mit dem Einsatz des Kämmerers von St. Peter, Albert Schrenk von Notzing, als Propst in den Jahren 1681 bis 1705 kam eine Wende. Er konnte stattliche Gewinne erwirtschaften.
Mit dem Einstieg in die Eisenverarbeitung durch den Ankauf des halben Deutschhammers zu Wieting (1687) steigerten sich Einnahmen weiter. Schrenk von Notzings Nachfolger, Pater Paris Freiherr von Lerchenfeld (1705–1715), verzeichnete vergleichbare Erfolge. Dieser Propst suchte um das Recht auf Pontifikalien (Stab und Mitra) an, erhielt die Erlaubnis dazu von seinem Abt, wurde aber vom Vatikan enttäuscht.
Seit 1675 nahm die Verehrung eines Marienbildes nahe der Propstei zu. Kapelle, Altar und Opferstock folgten bald danach. Verhandlungen zum Wallfahrtsort, dem bald der Name Maria Hilf gegeben wurde, sprachen die Wallfahrt 1721 der Pfarre Guttering zu und verursachten für St. Peter erhebliche Prozesskosten.
Erst unter Propst Modest Graf von Gaisruck (1730–1756) kam wieder der wirtschaftliche Aufschwung. Der Propsteihof wurde umgebaut. Im Jahr 1738 kaufte die Propstei den Wietingerhof in Klagenfurt (heute Alter Platz 33). Der Propst verwendete ihn als Quartier während seiner Teilnahme am Kärntner Landstand.

## Letzter residierender Propst im 18. Jahrhundert
Eisenbearbeitung war einst ein profitabler Anteil am Deutschhammer gewesen, entwickelte sich aber zu einem Verlustgeschäft für die Propstei. Unter dem weltlich gesinnten Propst Thiemo Rauscher stieg die Verschuldung zu einem bedrohlichen Berg an und stellte den Fortbestand der Propstei in Frage. Seit 1792 wurde die Verwaltung in Wieting auf ein Mindestmaß reduziert; (geistliche) Administratoren wurden statt Pröpste eingesetzt. Diese wirkten fortan zugleich als Pfarrvikare. Der Titel eines Propstes von Wieting und Landstandes von Kärnten führt der jeweilige Abt von St. Peter bis heute als Ehrentitel.
Im Zuge der Josephinischen Kirchenreform wurde 1788 Maria Moos am Kirchberg zur Pfarre erhoben; der Kirchenpatron war das Stift St. Peter. Heute wird sie von der Propsteipfarre aus administriert.

## Krisen des 19. Jahrhunderts
Der Deutschhammer (Hochofen) in Wieting wurde aufgelassen; im Laufe des 19. Jahrhunderts verzichtete man auf die letzten Grubenrechte, und dementsprechend gingen die Einnahmen der Propstei zurück. Nach dem Hagelschlag von 1815 und drei folgenden Missernten gab es in der Herrschaft Wieting kaum noch einen wirtschaftlich stabilen Hof. Die Propstei war vom Konkurs bedroht, verkaufte das Haus in Klagenfurt 1822 und den Hochofenanteil 1829.
Die allgemeine Grundentlastung (1848) besiegelte schlussendlich das Ende der Herrschaft Wieting. Dem Kloster verblieben nur die ehemaligen Dominikalgüter mit dem Propsteihof und den Wirtschaftsgebäuden, die Propsteikirche, das sogenannte Amtshaus und die Wallfahrtskirche Maria Moos am Kirchberg mit dem Mesnerhaus.

## Zeitgeschichtliche Entwicklung
Seit mehr als hundert Jahren versteht man also unter Propstei Wieting den kleinen Besitz, den der Geistliche zusätzlich zur Pfarre betreut. Im Jahre 1906 richteten die Kinderfreundbenediktiner von Volders-Martinsbühel (Tirol) eine Landwirtschaftsschule dort ein. Die Gemeinschaft wurde 1930 aufgelöst und die Propstei ging wieder in die Verantwortung von St. Peter. Bis 1968 betreute ein Mönch das Anwesen, seither unterstehen die Agenden direkt dem Stiftskämmerer von St. Peter bzw. dem Erzabt von St. Peter, der zugleich Propst von Wieting ist. Die Pfarre Wieting mit dem Kirchberg wird von Klein St. Paul mitversorgt.

## Liste der Pröpste und Administratoren
| - Dietrich Pruchler (bis 1283) - Calhohus (1307–1316) - Heinrich (1317–1324) - Chunradus (1325–1328) - Rudolfus (bis 1332) - Otto Sachsenthanner (1332–1340) - Nicolaus (1341–1343) - Rudlinus de Maukhof (1345) - Chunradus (1350) - Hartmundus Teisinger (1351–1358) - Chunradus Neuhovär (bis 1359) - Albertus Wülperger (1366) - Herman Nuspawn (1370–1372) - Chunradus Hofer (1372/1374 – 1377) - Bischof Johann von Mayrhofen v. Gurk (1380–1389) - Albertus Wülperger (1389–1393) - Andreas Kluckhaymer (1397–1407) - Johann (1419) - Sygmund Chräczel (1421) - Hans Mermoser (1429–?) - Georg und Hans Laun (1432–1459) - Antonius Sartorius (1459–1463) - Simplicius Chamrer (Hund) (1463–1464) - Rupertus Keutzl (1464–1466) - Georg Anton Griesmann (1466–1475) - Johannes Prandt (1475–1507) - Adam Retz (1507) - Wolfgang Schriefl (1507–1508) - Johannes Hohenstöger (1508–1547) - Martin Zändl (1548–1556) - Leonhard Sedlmayr (1557–1560) - Florian Wald (1560–1571) - Georg Häsl (1571–1595) - Johann Alxinger (1595–1602) - Johann Halbmayr (1603–1613) - Johann Jakob Hecht (1613–1616) - Paul Schwegler (1616/1617–1619) - Ferdinand Schiechl (1616–1617) - P. Maurus Fröschl (1625–1629) | - P. Johannes Melnard (1629–1631) - P. Amand Gigl (1631–1640) - P. Karl Knödler (1640–1642) - P. Rupert Stadler (1642/1643–1648) - P. Thiemo Steinhauser (1648–1653) - P. German Wormbser (1652–1656) - P. Edmund Sinhuber (1656–1657) (Administrator) - P. Bernhard Molitor (1657–1666) - P. Edmund Sinhuber (1666) (Administrator) - P. Ulrich Freyberger (1666–1681) - P. Albert Schrenk von Notzing (1681–1705) - P. Paris Freiherr v. Lerchenfeld (1705–1715) - P. Maurus Haslinger (1715–1718) - P. Gregor Schattenlechner (1718–1730) (bis 1720 als Administrator) - P. Modestus Graf von Gaisruck (1730–1756) - P. Johann Ev. Gutrath (1756–1768) - P. Virgil Leopoldinger (1768–1769) - P. Johann Ev. Gutrath (1769–1775) - P. Augustin Spreitzer (1770–1774) (Administrator) - P. Thiemo Rauscher (1774–1791) (bis 1775 als Administrator) - P. Coelestin Spatzenegger (1791–1796) - P. Hieronymus Pichler (1796–1812) - P. Corbinian Gärtner (1812) (nicht angetreten) - P. Josef Neumayr (1812–1816) - P. Amand Rauter (1816–1820) - P. Michel Nagnzaun (1820–1837) - P. Benedikt Egger (1837–1838) - P. Anselm Poschacher (1837) (vor Antritt abberufen) - P. Hieronymus Münichsdorfer (1838–1860) - P. Severin Slaté (1860–1864) - P. Maurus Kollmann (1864–1874) - P. Leonhard Freundsdorfer (1874–1879) - P. Maurus Kollmann (1879–?) - P. Corbinian Maier (?–1892) - P. Gregor Reitlechner (1892–1894) - P. Benedikt Egger (1894–1902) - P. Franz Sales Mayer (1902–1906) - P. Gislar Doringer (1931–1940) - P. Willibald Meier (1940–1968) |